# Florica Bradu
Florica Bradu (n. 20 februarie 1945, Șicula, Arad, România) este o cântăreață română de muzică populară din Crișana și profesor de limba și literatura română. Este absolventă a facultății de filologie. Împreuna cu Florica Duma, Florica Ungur și Florica Zaha a făcut parte din proiectul (grupul) „Floricile Bihorului”. Printre comorile folclorice pe care le-a cules de-a lungul timpului se numără „Lioară, lioară”, acesta fiind unul din cântecele cele mai iubite.